# Naruhito
Naruhito (japonsko 徳仁), japonski cesar, * 23. februar 1960, Tokio, Japonska.  
Prestol je zasedel 1. maja 2019, s čimer se je začelo obdobje Reiva (»mir in harmonija«) na Japonskem. V domovini zanj uporabljajo naziv Reiwa Tennō, ali »cesar obdobja Reiva« (japonsko 令和), v tujini pa preprosto Naruhito ali cesar Naruhito.
Naruhito je postal kronski princ 7. januarja 1989. Akihito, cesar obdobja Heisei, je abdiciral v korist princa Naruhita 30. aprila 2019. Položaj je prevzel dan kasneje, 1. maja 2019. Ustoličenja se je udeležil tudi slovenski predsednik Borut Pahor.